# Snipex Rhino Hunter
Snipex Rhino Hunter — цивільний варіант гвинтівки Snipex M в калібрі .50 BMG. Розроблена для враження рухомих і нерухомих цілей, в тому числі на далеких дистанціях (до 2000 метрів).

## Конструкція
Гвинтівка Snipex Rhino Hunter сконструйована з урахуванням усіх вимог до зброї для високоточної стрільби. Скомпонована за схемою булпап. Ствол має 8 правих нарізів з твістом 15 дюймів, максимально відкритий, з поздовжніми долами. Оснащений  дульним гальмом-компенсатором. Замикання ствола здійснюється поздовжньо-ковзним поворотним затвором. 13 бойових упорів розташовані трьома рядами і повертаються на 60 градусів, що забезпечує надійне замикання ствола. Стріляні гільзи викидаються автоматично, після відкочування затвора назад. Процес викидання гільзи починається з невеличкою затримкою, що дозволяє кулі покинути ствол, коли затвор ще повністю закритий. В цей час кулі передається максимальна кількість енергії.
Затвор має спеціальний індикатор прапорцевого типу, що дозволяє контролювати ступінь закриття затвора. Для зручностя використання в темряві прапорець виконаний із люмінофора.
Гвинтівка має спеціальний запобіжник прапорцевого типу, розташований безпосередньо над рукояткою ведення вогню і доступний з обох боків зброї. 
У гвинтівці реалізовано низку спеціальних конструкційних рішень щодо зменшення відбою і збільшення купчастості стрільби. Відбій утилізується за рахунок дії інерційно-відкотної системи, яка включає підпружинені вузли, відкотно-накотний пристрій або гідравлічний відкотно-накотний пристрій. Відкотні пристрої вбудовані у кожух ствола таким чином, що можна стріляти спираючись кожухом на будь-яку поверхню. Частина енергії відбою додатково гаситься за рахунок ДГК.
Гвинтівка комплектується оригінальними сошками, які легко складаються. Вони сконструйовані таким чином, що центр тяжіння гвинтівки знаходиться нижче точки кріплення сошок. Це забезпечує додаткову стабільність і точність під час стрільби. Цьому слугує і додаткова задня опора спеціальної конструкції, яка передбачає можливість двоступінчастого налаштування під стрілка.
Гвинтівка оснащена рейкою Пікатіні з ухилом  35 МОА, на яку можна встановити різноманітні прилади для прицілювання.

## Характеристики
- Калібр, мм: .50 BMG
- Набій: 12.7x 99
- Маса, кг: 15
- Довжина зібраної гвинтівки, мм: 1250
- Довжина ствола, мм: 750
- Нарізи:  8
- Твіст: 381 мм  (15 ")
- Запобіжник: прапорцевого типу
- Початкова швидкість кулі, м/c: 780
- Ефективна дальність стрільби, м: 2000

## Історія
Вперше гвинтівка була представлена на Міжнародній спеціалізованій виставці «Зброя та безпека 2016», у жовтні 2016 року у Києві. .